# 洛克比空難
洛克比空难（英語：Lockerbie Air Disaster），又稱泛美航空103號班機空難（PA103），是一班從西德法兰克福机场起飛，经停英國伦敦希思罗机场和美国纽约约翰·肯尼迪国际机场，最後飛往美國底特律都会韦恩县机场的定期航班。1988年12月21日，一架波音747-121在飞行伦敦希思罗-纽约肯尼迪航段时，在途經蘇格蘭洛克比上空巡航時因用於恐怖襲擊的炸彈爆炸而解體墜毀。機上所有243名乘客及16名機組人員全部罹難，墜機也造成11位住在洛克比的居民喪生。在事發時，其中一名乘务员被发现時尚有生命跡象，但其後仍傷重不治。
这次炸彈襲擊被視為一次對美國的象徵性襲擊，也是2001年的911事件發生前針對美國的最嚴重的恐怖攻擊事件。。此次事件亦影响了泛美航空的營運，間接導致該公司在空難發生的三年後宣告破產。

## 背景

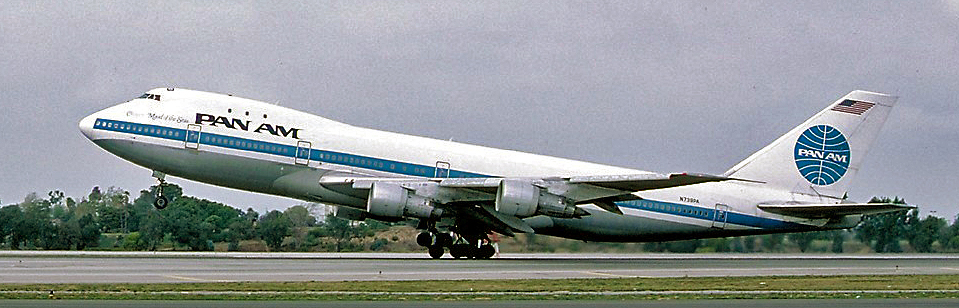
被炸毁的N739PA，摄于1987年3月；爆炸位置大約在機身上“P”字的下方

PA103A航班于西德黑森州法兰克福起飞，既定飞往伦敦希思罗机场。这一旅程先由一架波音727执飞。乘客在伦敦转机，然后乘PA103航班继续旅程，飞往纽约肯尼迪国际机场。
在炸弹袭击当晚执飞的客机为波音747-121型，机身编号为N739PA，名为“海之侍女快帆号”（英语：Clipper Maid of the Seas）[5]，是波音公司为泛美航空制造的第15架波音747客机，于1970年2月交货[6][7][6][8]，配备由4台普惠JT9D-7A发动机。该机于1988年曾进行过一次大修。

## 經過
晚间7点03分（格林威治时间）——飞机起飞后38分钟，刚进入苏格兰领空后不久，飞行于9100米（31000英尺）高空时，前货物舱第41段内，约280至400克塑胶炸药被引爆，触发一连串事件，致使飞机迅速坠毁。

## 遇难者
| 国籍           | 乘客 | 机组人员 | 地面人员 | 總計 |
| -------------- | ---- | -------- | -------- | ---- |
| 阿根廷         | 2    | -        | -        | 2    |
| 比利时         | 1    | -        | -        | 1    |
| 玻利维亚       | 1    | -        | -        | 1    |
| 加拿大         | 3    | -        | -        | 3    |
| 法國           | 2    | 1        | -        | 3    |
| 西德           | 3    | 1        | -        | 4    |
| 匈牙利         | 4    | -        | -        | 4    |
| 印度           | 3    | -        | -        | 3    |
| 愛爾蘭         | 3    | -        | -        | 3    |
| 以色列         | 1    | -        | -        | 1    |
| 義大利         | 2    | -        | -        | 2    |
| 牙买加         | 1    | -        | -        | 1    |
| 日本           | 1    | -        | -        | 1    |
| 菲律賓         | 1    | -        | -        | 1    |
| 南非           | 1    | -        | -        | 1    |
| 西班牙         | -    | 1        | -        | 1    |
| 瑞典           | 2    | 1        | -        | 3    |
| 瑞士           | 1    | -        | -        | 1    |
| 千里達及托巴哥 | 1    | -        | -        | 1    |
| 英国           | 31   | 1        | 11       | 43   |
| 美国           | 179  | 11       | -        | 190  |
| 總計           | 243  | 16       | 11       | 270  |

此次事件造成機上243名乘客及機組人員16人全數喪生，另有11人在飛機落地時遭到波及死亡，共計270人。死者來自21個國家，其中有190人為美國人，43人為英國人，為死者人數最多的國家，其餘19國人死亡人數在4人以下。注满燃油的机翼撞上地面爆炸，导致舍伍德新月广场（Sherwood Crescent）上形成了一个巨坑，而在这巨坑之上原有几间房屋；另外有21间房屋因损毁严重而必须拆除。调查人员在附近找寻左机翼，但它已经在火海中消失。
在苏格兰村庄Tundergarth中一间小教堂旁边的田野里发现了受损的驾驶舱，在驾驶舱里面发现机长、副机长及一名机舱乘务员，后来得知，那名机舱乘务员被一名农夫的妻子发现时仍然有生命体征，但在救护人员赶到之前离世。
验尸的法医威廉·G·埃克特医生（Dr. William G. Eckert）向苏格兰警方表示，他相信机组成员及其他243名乘客极可能在爆炸发生后，甚至坠毁后仍然生还——乘客当中无人有在爆炸中受伤的迹象，虽然遇难者可能已在30,000英尺高空上因缺氧而失去知觉，但他们可能在回落到氧含较高的低空时重获知觉。
苏格兰公共调查法庭在审理空难时得知，一位母亲被发现抱着她的婴儿、两个朋友握著对方的手、以及部分乘客紧握著十字架。埃克特医生告诉苏格兰警方，机长拇指上的明显痕迹间接显示，他在飞机坠落时仍紧握操纵杆且可能在着陆时仍然生还。
有10名乘客的遗体无法确认身份。其中8人坐在机翼旁的经济舱座位上，他们或许直接受到了来自机翼附近的爆炸所造成的伤害。
在头等及商务舱的乘客中，有一人是美国中央情报局官员马修·甘农（Matthew Gannon），一人是临时调任美国国防情报局的陆军官员查理斯·麦基少校（Major Charles McKee），以及两名分配给他们其中一人的保镖。麦基少校当时正从贝鲁特回国，他在当地参与找寻被恐怖组织真主党胁持的美国人质的行动。

## 未登机者
部分购买了事发当天泛美航空103号班机机票的乘客因为错过登机，而躲过此次空难。

### 印度工程师
47岁的美籍印度裔汽车工程师贾斯旺特·巴苏塔（Jaswant Basuta）于事发当天购买了PA103班机的客票并办理了登机手续，但因与亲友饮酒而未能登机，PA103的登机口在巴苏塔通过边境检查时即已关闭。巴苏塔事发前曾赴贝尔法斯特参加亲友的婚礼，计划乘PA103班机返回纽约从事新工作。由于在托运行李后未登机的举动及锡克教徒身份，巴苏塔最初被认为是造成此次空难的嫌疑犯，而三年前的印度航空182号班机空难亦是锡克教分离势力制造的，巴苏塔之前停留的贝尔法斯特又存在与北爱尔兰问题相关的恐怖主义问题。在经希斯罗机场警察局人员询问后，巴苏塔最终被认为与此次爆炸案无关，并被无罪释放。事发20年后，巴苏塔在接受英国广播公司采访时表示：“我本来会成为第271名遇难者，至今仍为那些在爆炸中遇难的人们感到悲痛。”

### 名人
美国节奏布鲁斯组合四尖乐队计划在欧洲之行后搭乘PA103班机返美，但因在前夜的录音时间后睡过头而未能登机。
朋克摇滚歌手、性手枪乐队成员约翰·莱顿（艺名约翰尼·罗顿）及其妻子诺拉亦购买了PA103的机票，但因妻子在整理行李时拖延时间而错过该班机，逃过一劫。
瑞典网球运动员、1988年三项大满贯得主马茨·维兰德订购了PA103的客票，但没有登机。
女演员金·凱特羅亦订购了此班机的客票，但为在伦敦进行圣诞节前购物而在事发前数日改签至其他班机。

## 飛機解體過程
雖然機上的爆炸相對不大——在220英尺長的機身旁邊炸出一個20平方英寸的洞，但飛機的解體十分迅速。航空失事調查人員報告道，機鼻可能在炸彈引爆3秒後已跟客機主體部分分離。
英國航空事故調查局的官方報告指出，雖然飛機放下了氧氣罩，沒有證據顯示飛機曾發出遇難呼號。由於爆炸已破壞飛行通訊中心、將飛行紀錄儀的電力截斷，因此即使機組人員對身邊發生的事情作出反應，他們的行動並沒有被記錄下來。747客機的神經中心控制所有航行及通訊系統，位於駕駛艙下兩層，和前貨物艙只有一道隔板之隔。調查人員相信，爆炸力衝破這道隔板、衝擊飛行控制線路，令機身的前面部分開始扭動、上下顛簸以致机体偏航。這些突然而猛烈的移動將保護機身前段的加強帶（reinforcing belt）拍打向左面一排窗子，並令它開始脫離機身。與此同時，爆炸引起的衝擊波打中機身後反彈回爆炸的方向，跟正在從爆炸中心發出的衝擊波匯合，形成馬赫杆激波（Mach stem shock waves），在機身中來回反彈，隨著空氣調節喉管傳至整個機身，將機身斷開。機身的前面部分脫離。乘客和機組人員被拋出冰冷的夜空。
有好幾年時間，調查人員懷疑是否有內應牽涉入恐怖計劃，原因是他們相信，如果炸彈不是放在前貨物艙、而是在機上任何其他位置的話，這相對地小的爆炸不會摧毀飛機。其他噴射客機試過在類似爆炸後安全著陸。最終的結論是，恐怖分子沒有如此準確地放置炸彈；裝有炸彈的行李箱被放在那裡純屬不幸。
事件發生後，聯邦航空管理局建議航空公司加強那道分開前貨物艙和通訊及航行中心的隔板，以及為飛行紀錄儀裝上後備電力裝置。

## 炸彈
在隨後兩名被控放置炸彈的利比亞人阿卜杜拉·巴塞特·阿里·迈格拉希和他的助手阿明·哈里法·費希邁（Al Amin Khalifa Fhimah）的審訊中，法官接受蘇格蘭警方所提供的證據：那個裝有爆炸品的棕色Samsonite牌（港譯：新秀麗）硬手提箱，是馬耳他航空航班KM180上另外托運的行李，由馬耳他魯卡機場運至法蘭克福。它由KM180轉至PA103A，再在希思罗機場轉機。
調查人員推算，那土製炸彈由280至400克塑膠炸藥（可能是塞姆汀炸藥，Semtex，一種捷克製的強力炸藥）、一枚電池和一個電子計時器組成，藏在一部東芝收音錄音機（可能是型號RT-SF16）裡。雖然找不到任何塑膠炸藥，他們在相信為炸彈所在行李集裝箱的金屬碎片上，發現季戊四醇四硝酸酯（PETN）和黑索金（RDX）。太安和黑索金是塑膠炸藥（包括塞姆汀）的成分。
英國鑑證專家從一顆在洛克比找到的10公釐粒子及中央情報局提供的資料——從塞內加爾恐怖分子手上找到一批類似計時器，鑑定出炸彈的計時裝置。中央情報局的資料幫助調查人員追溯出那MST-13計時器的來源：一家位於蘇黎世的瑞士生產商埃文·保利亞（Edwin Bollier of MEBO AG）。人們在審訊中發現，保利亞在炸彈襲擊前向一名利比亞情報官員售出20個這類計時器。這些計時器的可設定時間是1分鐘至999小時。
恐怖分子可能將引爆時間設定成讓飛機在愛爾蘭海消失，但當晚的強風令PA103遲了30分鐘才飛越蘇格蘭北部上空而不是平時西面路線的愛爾蘭上空。在陸地上空爆炸意味著調查人員可獲得飛機殘骸。數以百計的蘇格蘭警察在墜機地點進行地毯式搜索。他們接到的指令是：“如果那東西既不是植物又不是塊石頭，拾起它。”（If it isn't growing and it isn't a rock, pick it up.）辛勤的搜索終有回報——一小塊纖維裡藏有殘餘炸藥的布碎將調查方向指向利比亞。

## 藍色的Babygro和雨傘
英國鑑證專家確認在洛克比發現的藍色Babygro（嬰兒連身套裝品牌）碎片含有炸藥，顯示它被裝在放了炸彈的手提箱內，部分藍色Babygro的標籤殘存下來。蘇格蘭探員根據標籤追溯至一批送往馬耳他斯利瑪（Sliema）一家服裝店“瑪麗屋”（Mary's House）的Babygro。
1989年8月，蘇格蘭探員飛往斯利瑪會見服裝店的老闆東尼·高斯（Tony Gauci）。高斯憶述，在炸彈襲擊前兩星期，他向一名貌似利比亞人、操利比亞口音的男子賣出那套Babygro。
高斯清楚記得那宗買賣，因為那名顧客看來不大在乎他在買什麼。他買了一件高斯老早就想甩掉的舊粗呢外套，還有其他不同款式、大小的物品。
高斯還記得，在那顧客臨離開服裝店時，外面開始下起雨來。他開玩笑地問他那位利比亞顧客要不要還買把雨傘。結果他買了。
直覺驅使下，探員向高斯買了把雨傘，跟那名利比亞顧客所買的一模一樣。他們將雨傘帶回洛克比、與墜機地點找到的一打打雨傘作比較。結果他們找到一把雨傘，跟高斯賣給他們那把一模一樣。
在现场发现的雨傘被火速送到英格蘭的政府鑑證實驗室RARDE作檢驗。雨傘的纖維上含有那套藍色Babygro的痕跡，这证明它們都曾經被放置在装有炸彈的手提箱內。
東尼·高斯似乎將衣物賣了洛克比炸彈的襲擊者，或者是一個关系密切的人。對蘇格蘭當局來說，那是第一個突破。現在他們有了目擊者。

## 后续
1991年11月，苏格兰邓弗里斯-加洛韦警察局和美国联邦调查局共同进行了3年的调查之后，对利比亞阿拉伯航空公司的前保安主管阿卜杜拉·巴塞特·阿里·迈格拉希和他的助手阿明·哈里法·費希邁（Al Amin Khalifa Fhimah）发出了逮捕令。1998年，數個阿拉伯及非洲國家開始無視聯合國因空難而對利比亞實施的經濟制裁。1998年2月，海牙国际法庭裁定，同意2名利比亚嫌疑犯由苏格兰法官主持的法官小组依照苏格兰法律在第三国进行审判，而不是依美国或英国的要求在华盛顿或伦敦审判；利比亞政府作出讓步，經卡達菲同意，在1999年4月5日將嫌犯移交苏格兰驻荷兰法院。
中立地點位於荷蘭，在前美國空軍基地宰斯特營（Camp Zeist）成立蘇格蘭法庭。根據英荷兩國簽訂的協議，審訊期間蘇格蘭擁有該處地方的主權，在蘇格蘭法律下管治。在各方同意下，1998年8月，聯合國制裁暫停（但非解除）。
向利比亚移交了这两人。此後社会一直有呼声要求上诉及让迈格拉希在一个穆斯林国家服刑。非洲联盟一个委员会批评迈格拉希定罪的基础。
法庭於2001年1月31日達成裁決。邁格拉希罪名成立，被判終身監禁，建議最少服刑20年。法庭沒有解釋為何在炸彈襲擊當日邁格拉希身在馬耳他、或他何以使用假名往來不同地方，但他沒有採取自辯，故很多人認為他的利益受損。法庭查明，費希邁在案发时身处瑞典，没有作案可能，被判罪名不成立，並在翌日回到利比亞的家。2002年6月纳尔逊·曼德拉探望迈格拉希以示同情。2002年10月，据报告，利比亚政府为死难者提供27亿美元赔偿，约每人1000万。2003年8月15日，利比亚正式对袭击承认责任。同年9月12日，联合国终止对利比亚15年的制裁。
2003年11月24日，根据欧洲人权法要求，苏格兰最高法院将迈格拉希的最低刑期（即可接受假释前的最少服刑年期）定为27年，由1999年的羁押开始计算。苏格兰检察总长哥连·博伊德（Colin Boyd）在接触美国遇难者家属后提出上诉，称这刑期是“太宽大了”。
2004年2月24日，利比亚总理加尼姆（Shokri Ghanem）在英国广播公司第四台的访问中说，他的国家所提供的赔偿只是“和平的代价”，及用来保证联合国会解除制裁。当被问及利比亚是否不认错，他说“我同意”（I agree with that.）。他还说没有证据显示，他的国家跟1984年4月利比亚驻伦敦大使馆外警员Yvonne Fletcher被枪击的事件有关。他的言论在华盛顿及伦敦即时的巨大压力下，被卡扎菲收回。
2009年8月20日，英国苏格兰司法部门宣布，释放因制造洛克比空难惨案而正在英国服刑的利比亚特工阿卜杜拉·巴塞特·阿里·迈格拉希，理由是他已被确认患有晚期前列腺癌，离生命终止最多只有3个月的时间，而在2011年2月24日，因不满卡扎菲而辞职的利比亚前司法部长穆斯塔法·阿卜杜勒·贾利勒，公开宣稱卡扎菲一手策划洛克比空难，但沒有出示任何證據。
2012年5月20日，阿卜杜拉·巴塞特·阿里·迈格拉希病逝利比亞的黎波里市，時年60歲。
2022年12月11日，美國官員表示，一位被指控制造洛克比空难炸弹的利比亚男子已被美国羁押。

## 猜測及陰謀論
相信邁格拉希為無辜的人士建設了陰謀論（见洛克比空难阴谋论）。一些人相信巴勒斯坦恐怖分子阿布·尼達爾（Abu Nidal）才要為襲擊負責。但他在過去20年一直以利比亞為基地，他的參與不一定會免除卡扎菲的嫌疑。
其他觀點則為相信襲擊責任是由阿荷曼·基利爾領導、以大馬士革為基地的抵抗派組織解放巴勒斯坦人民陣線總指揮部。該組織在1988年10月、襲擊前兩個月期間曾活躍於法蘭克福地區，並將土製炸彈藏在家庭電子用具內，包括至少兩部東芝收音錄音機。不過他們的所製的炸彈使是用氣壓計觸發器，在飛機達到其巡航高度時就會引爆。換言之，如果PA103上的炸彈用上氣壓計觸發器，它在馬爾他航空180號班機上就已爆炸。
PFLP-GC在德國的活動為西方情報機構所知，原因是他們其中一個炸彈製作人馬爾旺·克里薩特（Marwan Khreesat）是一名約旦雙重間諜，向約旦情報機構匯報組織的一切資料。約旦人將資料交給監視該組織的德國警方及情報官員。
另一個陰謀論則显示，中央情報局跟利用是PA103運送海洛英的敍利亞毒販合作。中央情報局被指控保護那些裝有毒品的手提包、保證它們不會被搜查，以換取阿拉伯組織在敍利亞的情報；但有一天，恐怖分子將毒品換成炸彈。
這個陰謀論的另一個版本是，中央情報局明知恐怖分子掉了包，但仍讓事件發生，因為中央情報局對毒品手提包的保護是非常規的行動，而PA103上的美國情報官員發現了此事，正要回華盛頓告訴他們的上司。
這陰謀論大多建立在那些指洛克比四周田野發現有海洛英的謠言上。但是，既然毒品已被換成炸彈，那麼毒品就不會去到洛克比了。所以在墜機地點附近發現毒品不能作為陰謀論的論據。
這陰謀論的第一個版本由紐約私人調查公司Interfor Inc.的老闆阿維夫（Juval Aviv）提出。他聲稱自己是前以色列情報局官員，領導一隊叫“上帝之手”的殺手小隊、刺殺了數名要為1972年奧運選手村襲擊事件負責的巴勒斯坦人。阿維夫在炸彈襲擊後被泛美航空聘請為顧問，向泛美航空提交一份所謂Interfor報告，指責中央情報局保護毒品路線。死難者家屬向泛美索取賠償時，泛美以此作辯護，因為如果是美國政府讓炸彈越過泛美保安的話，那就不是航空公司的責任。但紐約一個法庭拒絕Interfor報告的結論，泛美要為事件負責。
後來又有列斯特·柯曼（Lester Coleman）支持這個陰謀論。他自稱由前自由新聞記者變為前藥物執行管理局／國防情報局在塞浦路斯的線人，聲稱在藥物執行管理局的辦公室見過PA103其中一名乘客。柯曼後來將他的故事寫成書，叫《八爪魚的痕跡》（Trail of the Octopus），然而沒有提出任何證據支持他的說法。

### 利比亞、伊朗還是巴勒斯坦

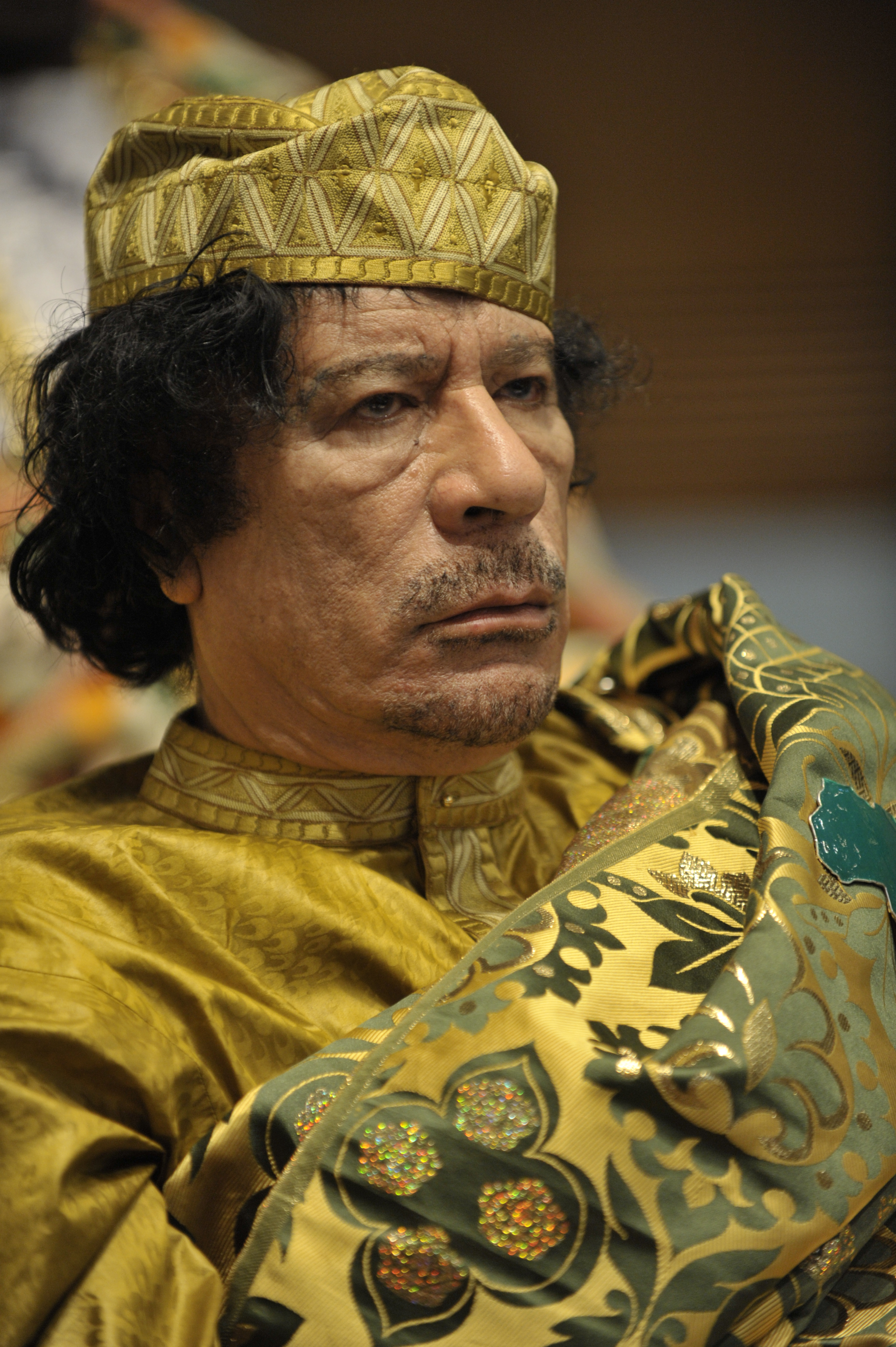
當時利比亞獨裁者穆阿邁爾·格達費

PA103的襲擊有兩個明顯動機。第一個動機是美國在1985年轟炸的黎波里和班加西，令穆阿邁爾·格達費夫婦收養的一名小女孩喪生。第二個動機是1988年7月3日美國巡洋艦溫森斯號（USS Vincennes）在波斯灣擊落伊朗航空655號班機；据美国的说法，戰艦誤將客機當作來襲戰機，美國事後亦拒絕道歉。
我們可能無法得知到底哪件事導致炸彈襲擊。可能兩者皆是，由利比亞及伊朗僱用的人員合作、又或者在德國人包圍PFLP-GC解放巴勒斯坦人民陣線－總指揮部在法蘭克福附近的成員時，一個組織將工作交予另一組織。
一些曾參與調查的中央情報局人員對記者說，他們相信PFLP-GC解放巴勒斯坦人民陣線－總指揮部在伊朗的吩咐下策劃襲擊；因為PFLP-GC解放巴勒斯坦人民陣線－總指揮部成員一旦被德國人拘捕即無法完成任務，他們在1988年10月後把襲擊計劃轉移給利比亞情報機構。其他調查人員相信無論誰資助炸彈襲擊，他也安排了兩個同時進行、性質相同的任務，以肯定最少其中一個會成功。
很多留意洛克比空難事件發展的人發覺美國只是在薩達姆·侯賽因於1990年8月入侵科威特後才轉而指責利比亞。美國需要敍利亞支持1991年的波斯灣戰爭，所以理論上，美國不想指責一個以敍利亞為基地的巴勒斯坦恐怖組織。由於這個緣故，卡扎菲被指當了替罪羊。
這個理論幼稚在以下兩方面。第一，雖然美國是在1990年8月後才首次為炸彈襲擊而公開指責利比亞，知情者知道早在1989年10月調查焦點已在利比亞。第二，即使以大馬士革為基地的巴勒斯坦反抗派恐怖組織要為襲擊負責，那不一定會損害到敍利亞。PFLP-GC解放巴勒斯坦人民陣線－總指揮部與其他巴勒斯坦反抗派組織只不過將總部及新聞發報處設在那兒。沒有證據或暗示指敍利亞政府會為回應美國對利比亞或伊朗的攻擊而贊成對美國發動攻擊。
2014年3月11日英國每日電訊報報導: 叛逃的前伊朗情治官員梅斯巴希踢爆，幕後主使者實為伊朗，並由一個敘利亞恐怖組織執行。梅斯巴希透露，泛美航空103號班機之所以在英國洛克比鎮上空爆炸，乃是伊朗為報復同年7月伊朗航空655號班機空難(1988年7月3日，兩伊戰爭將結束之前，655號班機被美國海軍的提康德羅加級飛彈巡洋艦文森斯號（USS Vincennes）擊落（美國政府事後解釋這架伊朗客機被誤認為正在執行攻擊的F-14雄貓式戰鬥機），290名乘客和機組人員，包括38名非伊朗人，66名兒童，1名孕婦全部罹難。當時美國海軍文森斯號在伊朗水域內。

## 紀念碑

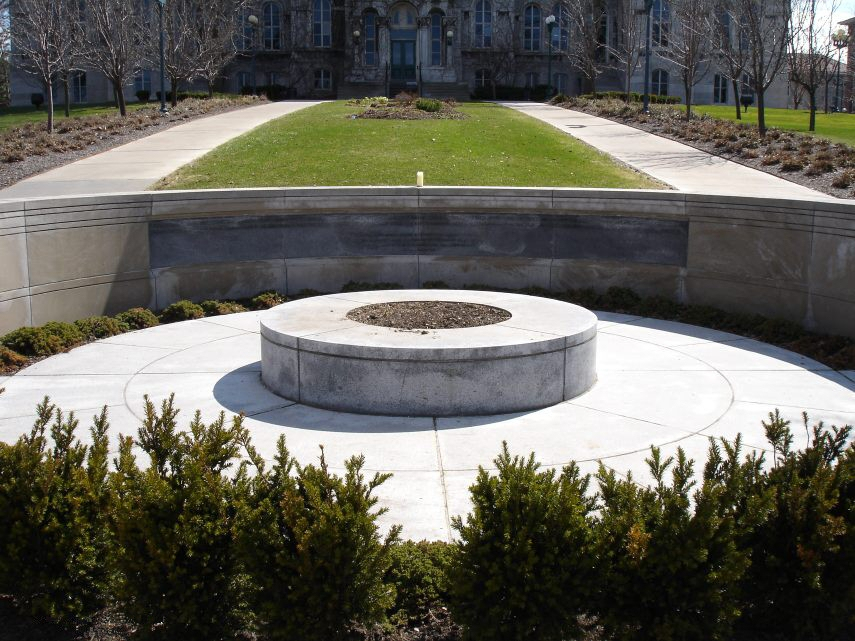
雪城大学里的103航班空难纪念碑

1995年11月3日，美國總統克林頓在阿靈頓國家公墓為死難者設置紀念碑。洛克比外的德萊法斯戴爾公墓（Dryfesdale Cemetery）及在襲擊中失去35名學生的紐約州雪城大學也設有類似的紀念碑。

## 相關紀錄片
- 空中浩劫－此次空難被製作成第七季第二輯「Lockerbie」

## 延伸閱讀
- The Fall of Pan Am 103: Inside the Lockerbie Investigation by Steven Emerson and Brian Duffy
- On the Trail of Terror: The Inside Story of the Lockerbie Investigation by David Leppard
- Their Darkest Day: The Tragedy of Pan Am 103 by Matthew Cox and Tom Foster
- Pan Am 103: the Bombing, the Betrayals, and a Bereaved Family's Search for Justice by Daniel and Susan Cohen

## 外部連結
- Air Accident Investigation Board report （页面存档备份，存于）
- BBC in-depth pages on the trial （页面存档备份，存于）
- BBC report: Lessons from Lockerbie, ten years later （页面存档备份，存于）
- Aviation Safety Network summary report （页面存档备份，存于）
- The Lockerbie Trial - transcripts, images and links to related resources 美國國會圖書館的存檔，存档日期2002-09-13
- A website run by a Libyan student containing further information on the disaster
- A private investigator's story that mechanical failure, not terrorism, destroyed PA 103 （页面存档备份，存于）
- Airliners.Net （页面存档备份，存于） 飛機發生事故之前四個月時的照片。